# Am-Platz-Service
Als Am-Platz-Service oder Service am Platz wird die Bedienung eines Kunden mit Serviceangeboten und gastronomischen Leistungen an dessen Sitzplatz in einem öffentlichen Verkehrsmittel bezeichnet. Im Gegensatz hierzu stehen der Selbstbedienungs-Service, bei dem der Reisende ein Serviceabteil aufsuchen muss, um die gewünschten Leistungen zu erhalten, oder das Bedienkonzept eines Speisewagens, den der Reisende auch extra aufsuchen muss.

## Luftverkehr
An Bord eines Verkehrsflugzeugs ist der Am-Platz-Service gängiger internationaler Standard. Hier werden den Reisenden aller Buchungsklassen in mehr oder weniger großem Umfang Speisen, Zeitungen und je nach Fluggesellschaft oder Reiseziel auch zollfreie Waren sowie Souvenirs kostenfrei oder gegen Bezahlung direkt an dessen Sitzplatz angeboten. Meist erfolgt diese Betreuung spontan, das heißt ohne Zutun des Fluggastes, kann jedoch auch durch über den Sitzen angebrachte Rufknöpfe individuell angefordert werden.
Am Boden vor Beginn der Flugreise werden den Passagieren höherwertiger Buchungsklassen (zum Beispiel Business- oder First Class) häufig spezielle Aufenthaltsbereiche (Lounges) angeboten, die nicht selten ebenfalls über einen Am-Platz-Service verfügen.

## Eisenbahnverkehr
Auch im Eisenbahnverkehr ist der Am-Platz-Service mit Speisen, Getränken und Zeitungen weit verbreitet.
In luxuriösen Tageszügen vor dem Zweiten Weltkrieg, wie dem Fernschnellzug Rheingold oder dem Luxuszug Edelweiss, wurden Speisen und Getränke durch das Personal der Mitropa oder CIWL am Platz serviert. Die TEE führten teilweise einen Speisewagen mit, teilweise gab es Service am Platz.
In den Fernverkehrszügen der Deutschen Bahn AG werden Fahrgäste der zweiten Klasse von einem Mitarbeiter mit einer sogenannten Minibar bzw. Snack-Caddy mit Getränken und kleinen Speisen versorgt. Hierbei schiebt der Mitarbeiter einen Wagen mit dem Angebot durch den Zug. Wünscht der Kunde eine umfangreichere Speise, so muss er sich hierfür dennoch in den Speisewagen oder ins Bordbistro begeben.
Reisende der ersten Klasse des Fernverkehrs werden bei der Deutschen Bahn von eigens hierfür zuständigen Stewards individuell und auf Bestellung auch mit größeren Speisen, Getränken und Zeitungen versorgt. Wie im Luftverkehr stehen hier in ICE-Zügen Rufknöpfe in den entsprechenden Wagen zur Verfügung, mit denen der zuständige Mitarbeiter gerufen werden kann.
Ein Hauptvorteil des Am-Platz-Service im Zugverkehr ist die Möglichkeit für den Reisenden, eine Speise oder ein Getränk zu sich zu nehmen, ohne hierfür sein Reisegepäck für längere Zeit unbeaufsichtigt an seinem Sitzplatz zurücklassen zu müssen.
Verbraucherverbände protestierten 2002 gegen die Wiedereinführung des Am-Platz-Service in Fernzügen der Deutschen Bahn, weil sie eine Abschaffung der Speisewaggons befürchteten.

## Omnibusverkehr
Auch im Reiseverkehr mit Omnibussen wird oftmals ein Am-Platz-Service, hauptsächlich mit Kaffee oder kalten Getränken, angeboten. Die Verfügbarkeit dieses Service variiert jedoch stark von Unternehmen zu Unternehmen und setzt das Mitführen ausreichender Vorräte oder das Vorhandensein einer Bordküche voraus. Oft wird der Am-Platz-Service in Reisebussen von Angehörigen des Busfahrers durchgeführt.
Der Vorteil bei Am-Platz-Service in Omnibussen liegt darin begründet, dass in Reisebussen im Allgemeinen Anschnallpflicht besteht und es für die Passagiere auch aufgrund der beengten Platzverhältnisse kaum zumutbar wäre, regelmäßig die Bordküche bzw. den Ausschank aufzusuchen.

## Verweise
1. ↑  Stellungnahmen Verbraucherverbände (Seite nicht mehr abrufbar, festgestellt im Juli 2020. Suche in Webarchiven)